# Economic value added
Economic value added, förkortat EVA, är ett ekonomiskt lönsamhetsmått. Måttet förklaras ibland som ekonomiskt mervärde.
Värdet beräknas som skillnaden mellan rörelseresultat efter skatt och kapitalkostnaden för totalt kapital.
{\displaystyle {\mbox{EVA}}=({\mbox{RR}}-{\mbox{S}})-{\mbox{WACC}}*({\mbox{TK}}-KS)}
- EVA är ekonomiskt mervärde
- RR är rörelseresultat
- KS är kortfristiga skulder
- S är skatt
- WACC är viktad kapitalkostnad
- TK är totalt kapital

EVA blir därmed ett mått på om ett företags värde har ökat eller minskat.